# Mar d'en Manassa
La Mar d'en Manassa és una petita cala de còdols situada al nucli urbà de l'Escala (Alt Empordà). De 20 metres de longitud, s'hi accedeix per la Ronda d'en Manassa, baixant unes escales. La Mar d'en Manassa acull a l'estiu el festival Portalblau.